# Гукеш Домараджу
Гукеш Домараджу (също известен като Gukesh D или Гукеш; на хинди: गुकेश दोम्मराजु, на английски: Gukesh Dommaraju, на тамилски: குகேஷ் தொம்மராஜு, на телугу: గుకేష్ దొమ్మరాజు) е индийски шахматист, 24-ти световен шампион от 2024 г., олимпийски шампион с отбора на Индия от 2024 г., двукратен носител на индивидуални златни медали на първа дъска на Шахматна олимпиада (през 2022 г. и 2024 г.).  Той е вторият по възраст сред най-младите световни шампиони и най-младият победител в Турнири на претендентите в историята на шаха.
Гукеш Домараджу е най-младият играч, който е надминал рейтинг на ФИДЕ 2750 на 17-годишна възраст и третият най-млад, който е надхвърлил ЕЛО 2700 на 16-годишна възраст. Към януари 2025 г. е водач на световната ранглиста на ФИДЕ за млади играчи с ЕЛО 2783. Той печели титлата „гросмайстор“ на 12 години 7 месеца и 17 дни (януари 2019 г.), с което е трети в списъка на най-младите гросмайстори в света за всички времена.

## Биография
Гукеш започва да играе шах на 7-годишна възраст. Той печели титлата за юноши до 12 години на Световното юношеско първенство по шахмат през 2018 г. и множество златни медали на Азиатското младежко първенство по шах през 2018 г. Гукеш изпълнява изискванията за титлата „Международен майстор“ през март 2017 г. На 15 януари 2019 г., на възраст 12 години, 7 месеца и 17 дни, той става вторият най-млад гросмайстор в историята на играта след Сергей Карякин.
Домараджу участва в отбора на Индия за мъже, който спечелва сребърния медал на Азиатските игри през 2022 г. В неговия състав той печели отборни бронзови и индивидуален златен медал на 44-тата шахматна олимпиада през 2022 г. През октомври 2022 г. на онлайн турнир печели срещу Магнус Карлсен и на 16-годишна възраст става най-младият шахматист, побеждавал настоящ световен шампион. В рейтинг списъка от септември 2023 г. Домараджу става най-високо оцененият индийски играч, изпреварвайки Вишванатан Ананд, ненадминат с 37-годишен рекорд. Запазва първото място в Индия 3 месеца, след които е надминат от Арджун Еригайси. На 45-ата шахматна олимпиада през септември 2024 г. той печели златни медали отборно с Индия и индивидуално на I дъска с рекордния турнирен коефициент 3056.

### Световен шампион
През април 2024 г. Домараджу печели Турнира на кандидатите за определяне на претендента за световната титла на Дин Лирен с 9 точки от 14 срещи и става най-младият победител в цялата история на турнира. Допуска само една загуба в VII кръг от Алиреза Фирузджа. На Световното първенство по шахмат през ноември – декември 2024 г. като претендент за титлата той побеждава шампиона Дин в последната, 14-а партия, с което печели мача със 7½:6½ точки (3+, 2−, 9=). Така на 18 години и 195 дни Гукеш Домараджу става 24-тият пореден световен шампион и вторият по възраст най-млад шампион след Руслан Пономарьов, който на 23 януари 2002 г. поставя абсолютния рекорд, като печели титлата на 18 години и 103 дни.
| Състезатели                             | Рейтинг                                 | Партии и резултат с цвят на фигури | Партии и резултат с цвят на фигури | Партии и резултат с цвят на фигури | Партии и резултат с цвят на фигури | Партии и резултат с цвят на фигури | Партии и резултат с цвят на фигури | Партии и резултат с цвят на фигури | Партии и резултат с цвят на фигури | Партии и резултат с цвят на фигури | Партии и резултат с цвят на фигури | Партии и резултат с цвят на фигури | Партии и резултат с цвят на фигури | Партии и резултат с цвят на фигури | Партии и резултат с цвят на фигури | Точки |
| Състезатели                             | Рейтинг                                 | 1                                  | 2                                  | 3                                  | 4                                  | 5                                  | 6                                  | 7                                  | 8                                  | 9                                  | 10                                 | 11                                 | 12                                 | 13                                 | 14                                 | Точки |
| --------------------------------------- | --------------------------------------- | ---------------------------------- | ---------------------------------- | ---------------------------------- | ---------------------------------- | ---------------------------------- | ---------------------------------- | ---------------------------------- | ---------------------------------- | ---------------------------------- | ---------------------------------- | ---------------------------------- | ---------------------------------- | ---------------------------------- | ---------------------------------- | ----- |
| Гукеш Домараджу                         | 2783                                    | 0                                  | ½                                  | 1                                  | ½                                  | ½                                  | ½                                  | ½                                  | ½                                  | ½                                  | ½                                  | 1                                  | 0                                  | ½                                  | 1                                  | 7½    |
| Дин Лирен                               | 2728                                    | 1                                  | ½                                  | 0                                  | ½                                  | ½                                  | ½                                  | ½                                  | ½                                  | ½                                  | ½                                  | 0                                  | 1                                  | ½                                  | 0                                  | 6½    |
| Кодове на дебюти и препратки към партии | Кодове на дебюти и препратки към партии | C11 .                              | C50 .                              | D35 .                              | A06 .                              | C01 .                              | D02 .                              | D78 .                              | A21 .                              | E11 .                              | D02 .                              | A09 .                              | A13 .                              | C11 .                              | A08 .                              |       |